# Marius van Leeuwen
Theodoor Marius van Leeuwen (Delft, 24 september 1947 – Utrecht, 14 februari 2024) was theoloog en predikant. Hij was tussen 2007 en 2015 vicevoorzitter van de Raad van Kerken in Nederland.

## Leven
Na de middelbare school gymnasium ging hij theologie studeren aan de Universiteit Leiden. Na zijn doctoraalexamen en proponentsexanen werd hij predikant bij de Remonstrantse gemeenschap. Hij werkte in Barchem, Lochem-Zutphen (1978-1981) en de Geertekerk, Utrecht (1981-1993), tevens was hij in die stad studentenpredikant. Tot 1981 werkte hij aan zijn proefschrift over Paul Ricœur (The surplus of meaning, ontology and eschatolygy in de philisophy of Paul Ricœur). Zijn rouwkaart uit 2024 verwijst naar Ricoeur: "Een mens wordt pas mens door verhalen te vertellen".
Het leidde er toe dat hij drie jaar later (1984) bijzonder hoogleraar kon worden aan Universiteit Utrecht. En in 1992 van het Remonstrants Seminarium, toen nog onderdeel van Universiteit Leiden. Hij was er de laatste hoogleraar want die universiteit stootte de studie theologie af. In 2012 ging Van Leeuwen met pensioen (emeritaat). Voordat hij vicevoorzitter van de Raad van Kerken werd, nam hij deel aan vergaderingen van de Wereldraad van Kerken in Keulen (1998) en Porto Alegre (2006).
In 1997 publiceerde hij Van horen zeggen, dat verschillende drukken haalde en werd heruitgegeven als Rainbow Pocket. In 2004 volgde Van feest naar feest.

## Familie
Hij was zoon van Arnhemse Alide Petronella (Liedeke) Beets en Utrechter Floris Egbertus van Leeuwen, Remonstrants predikant. Moeder is verre familie van schrijver Nicolaas Beets. Vader was zoon van Wijnanda Jacoba Vos en Theodorus Marius (Theo) van Leeuwen, bij leven hoogleraar geneeskunde aan de Universiteit Utrecht. Van Leeuwen en Beets trouwden in Nederlands-Indië en moesten de jappenkampen doormaken; Beets legde het vast in een dagboek, gepubliceerd onder de titel Met zoveel mensen om je heen. Na die periode vestigden ze zich in 1946 in Utrecht en in 1947 in Delft. Hijzelf was getrouwd met Marian(ne) Scheltema.
- Bibliothèque nationale de France: cb12667178m (data)
- CiNii: DA02662163
- Gemeinsame Normdatei: 140259775
- International Standard Name Identifier: 0000 0001 1436 5885
- Library of Congress Control Number: n82092824
- Nationale Bibliotheek van Israël: 987007325124805171
- Nederlandse Thesaurus van Auteursnamen: 068318928
- Réseau des bibliothèques de Suisse occidentale: 02-A012352884
- LIBRIS: 271882
- Système universitaire de documentation: 142398276
- Virtual International Authority File: 1357536
- WorldCat: E39PBJd3Hfyqfq4QTyfyQpM3wC